# Castillo Bishop
El castillo Bishop (en inglés: Bishop Castle), es un pequeño castillo que se inició como un proyecto de construcción familiar, situado en las montañas húmedas del sur de Colorado, en el Bosque Nacional de San Isabel situada al noroeste de Rye, Colorado, Estados Unidos. La edificación lleva el nombre de su propio constructor, Jim Bishop.
El castillo está localizado en el centro sur de Colorado a lo largo de una calle pública pavimentada, la carretera estatal 165, aproximadamente a 13 millas (21 kilómetros) al sureste de la intersección de la carretera estatal 96 y la carretera estatal 165. Este camino es parte de la frontera Pathways Scenic and Historic Byway. La construcción del castillo comenzó en 1969, cuando el obispo decidió construir una casa de familia. Varios vecinos del sector señalaron que la estructura se parecía a un castillo. Bishop tomó en cuenta esta serie de opiniones de la comunidad y pronto comenzó a construir su castillo. Compró la tierra a los quince años por un precio de 1.250 dólares. Se ha enfrentado a numerosos retos con los gobiernos locales y estatales sobre la propiedad y las actividades desarrolladas en el sitio. 
El castillo está abierto desde el amanecer hasta el anochecer, siete días a la semana, durante todo el año. La entrada es gratuita, aunque las donaciones son sugeridas. Algunas señales dentro del castillo recuerdan a los visitantes que Jim Bishop es el único constructor del castillo.